# Metzquititlán
Metzquititlán es una localidad mexicana, cabecera municipal del municipio de San Agustín Metzquititlán en el estado de Hidalgo.

## Geografía
Se encuentra en la Sierra Baja, le corresponden las coordenadas geográficas 20° 31’ 57.367” de latitud norte y 98° 38’ 19.036” de longitud oeste, con una altitud de 1365 m s. n. m. Cuenta con un clima semiseco templado; presenta una temperatura entre los 11.7 °C y los 23.7 °C, teniendo la máxima en verano, con 35 °C y la mínima en invierno, de hasta 5 °C; asimismo, presenta una precipitación pluvial de 497 mm por año.
En cuanto a fisiografía se encuentra en la provincia de la Sierra Madre Oriental, dentro de la subprovincia del Carso Huasteco; su terreno es de meseta. En lo que respecta a la hidrología se encuentra posicionado en la región del Pánuco, dentro de la cuenca del río Moctezuma y en la subcuenca del río Metztitlán. Se encuentra cerca de la presa Arroyo Zarco.

## Demografía
En 2010 registro una población de 1673 personas, lo que corresponde al 17.87 % de la población municipal. De los cuales 815 son hombres y 858 son mujeres. Tiene 432 viviendas particulares habitadas.
| Gráfica de evolución demográfica de Metzquititlán entre 1900 y 2010 |
|                                                                     |
| Población registrada por los censos y conteos del INEGI.            |

## Economía
La localidad tiene un grado de marginación muy bajo y un grado de rezago social muy bajo.